# 札幌市交通局A810形電車
札幌市交通局A810形電車（さっぽろしこうつうきょくA810がたでんしゃ）は、札幌市交通局が1964年に導入した札幌市電の路面電車車両である。

## 概要
前年に登場して好評だったA800形の増備車として製造された連接車。A811-A812号・A813-A814号の2編成4車体。
A800形を基本とするが、混雑時に運賃収受のために乗降時間が長くなることを抑制するため、後車より乗車し、後車の車掌台で走行中に運賃収受を行い、前車に移動するパッセンジャーフロー方式とするため、運転台右側にドアを増設し、片側4扉とした。運転席両側の扉は200形以来の折戸となり、中扉は乗降時間を短縮し、未改札客を減らすため、幅1,800mmの片開き扉とし、運転台側に寄せた配置とした。この大型の一枚扉は、設置位置が両端の台車に近く、通常の引き戸構造の両開きでは、片側の戸袋が確保できなくなるために生まれたアイディアであるが、900mm幅の扉を2枚継いだ構造のため、両開き扉のように見える。
編成両端の絞り込みは、同じ日本車輌製のMTc並みに戻り、尾灯の位置も他の車両と同様に方向幕の両側となっている。そのほか、腰部に一灯の前照灯、引き違いの側面窓、混雑時に収納できるロングシートなどは継承されている。
鉄北車庫時代は2系統と臨時2系統に充当され、地下鉄南北線開業による南北分断時に南車庫（現・電車事業所）に異動した。一条線の部分廃止に伴い1973年（昭和48年）4月に休車となった後、1976年（昭和51年）6月に全車廃車となった。
廃車後、A811-A812号が中央区内、A813-A814号が白石区内の公園でそれぞれ児童図書館として活用されたが、1983年（昭和58年）ごろ解体され現存しない。

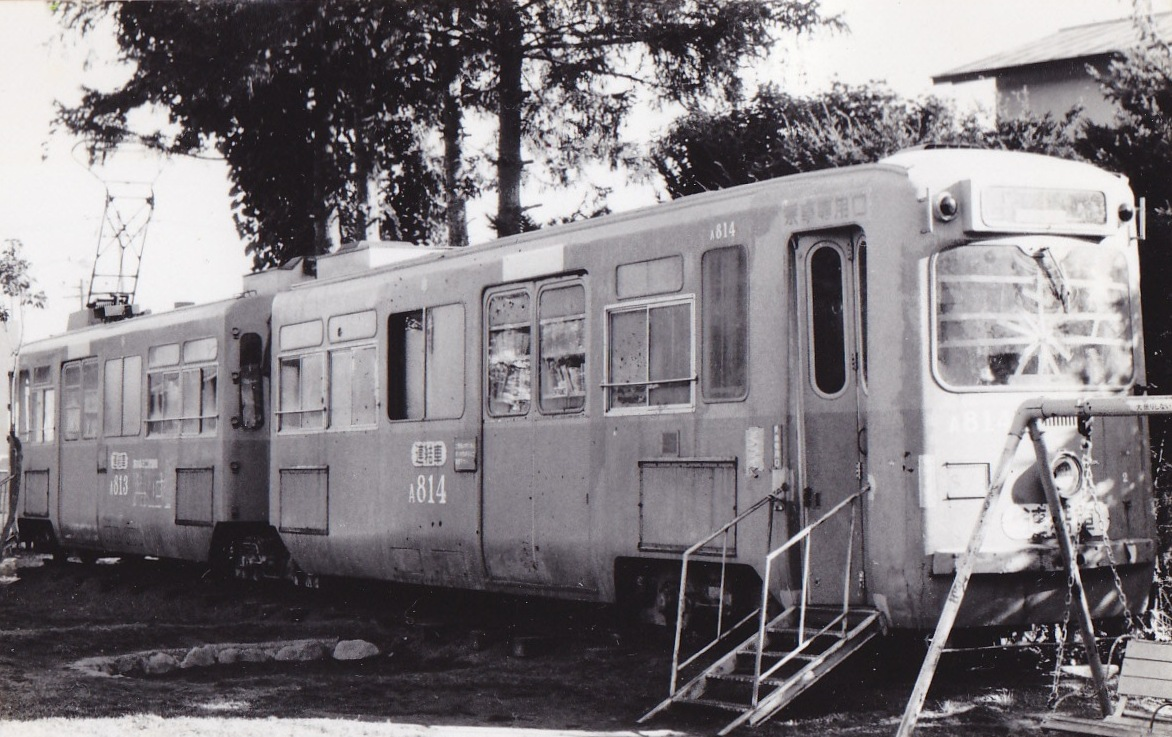
円山公園そばの宮ノ森交番横広場で児童図書館として使われていたA813+A814号（1980.9.18撮影）

## 主要諸元（2車体分）
- 全長：22,200 mm
- 全幅：2,230 mm
- 全高：3,050 mm（奇数車）、3,110 mm（偶数車）
- 自重：25 t
- 定員：144人
- 出力・駆動方式：40.0 kW×3・吊り掛け式
- 台車型式：日本車輌N104A（両端部）・N106（中間部）